# Noblesville
Noblesville – miasto w hrabstwie Hamilton, w stanie Indiana, w Stanach Zjednoczonych, położone nad rzeką White.

## Demografia
W 2010 roku liczyło 51 969 mieszkańców. W 2023 roku liczba mieszkańców wzrosła do 73 916 osób, a gęstość zaludnienia przekroczyła 1496 osób/km². Na przestrzeni zaledwie 13 lat zaludnienie Noblesville zwiększyło się o ponad 42,2%.